# Henry James Brooke
Henry James Brooke (* 25. Mai 1771 in Exeter; † 26. Juni 1857 in Clapham Rise, London) war ein britischer Unternehmer, Kristallograph und Mineraloge.

## Leben
Er war der Sohn eines Walkstoff-Herstellers und wurde nach abgebrochenem Jura-Studium erfolgreicher Geschäftsmann (Wollhandel mit den Spaniern, Bergwerke in Südamerika, Lebensversicherungen in London).
Sein Hobby war das Sammeln von Mineralien, Pflanzen und Muscheln und er vermachte seine Sammlung später der University of Cambridge. 1815 wurde er Fellow der Geological Society of London, 1818 der Linnean Society of London, 1819 der Royal Society und 1825 der American Academy of Arts and Sciences. Seit 1853 war er korrespondierendes Mitglied der Bayerischen Akademie der Wissenschaften. Nach seinem Artikel im Dictionary of National Biography fand er 13 neue Mineralarten wie unter anderem Annabergit, Autunit und Whewellit (zusammen mit William Hallowes Miller), Arfvedsonit, Caledonit, Childrenit, Linarit, Nitronatrit, Susannit und Thomsonit.
Sein Buch über Kristallographie war zu seiner Zeit sehr einflussreich. In ihm schlug er eine neue Nomenklatur vor.
Sein Sohn Charles Brooke (1804–1879) war ein bekannter Chirurg und Erfinder sowie ebenfalls Fellow der Royal Society.
1825 wurde das Titandioxid-Mineral Brookit nach ihm benannt.

## Schriften
- Familiar introduction to crystallography, London 1823.
- mit W. H. Miller An elementary introduction to mineralogy, London 1852.
- Außerdem schrieb er Artikel zu Mineralogie und Kristallographie in der Encyclopaedia Metropolitana.